# Euryphorus nordmanni
Euryphorus nordmanni är en kräftdjursart som beskrevs av H. Milne Edwards 1840. Euryphorus nordmanni ingår i släktet Euryphorus och familjen Euryphoridae. Inga underarter finns listade i Catalogue of Life.